# Trionymus latvicus
Trionymus latvicus är en insektsart som först beskrevs av Rasina 1966.  Trionymus latvicus ingår i släktet Trionymus och familjen ullsköldlöss.
Artens utbredningsområde är Lettland. Inga underarter finns listade i Catalogue of Life.